# ترنس مک‌کان
ترنس مک‌کان (انگلیسی: Terrence McCann; ۲۳ مارس ۱۹۳۴ – ۷ ژوئن ۲۰۰۶) کشتی‌گیر اهل ایالات متحده آمریکا بود.